# Rosario Montes
Rosario Montes Estrada (Barredos, c. 1898-Vindoria, Langreo, 26 de noviembre de 1937), conocida como «Rosario la del prau nuevu», fue una española represaliada por el franquismo durante la guerra civil.

## Biografía
Montes nació en Barredos, Laviana, a finales del siglo XIX. Se casó con Ramón Suárez, labrador y transportista de madera y carbón. Tuvo 6 hijos. Cuando estalló la guerra civil española, Montes formó parte de la vanguardia de la retaguardia y junto a otras mujeres, se encargó del hospital de sangre y de los talleres de ropa donde se confeccionaban los uniformes.
Tras la caída de Asturias durante la guerra civil, fue detenida y llevada al cuartel de Barredos y cárcel de Laviana, siendo violada y brutalmente torturada estando embarazada de 8 meses. Su marido pagó una gran cantidad de dinero a los carceleros a cambio de la libertad de Montes, pero los bandoleros no cumplieron el trato.
Finalmente, fue llevada el 26 de noviembre de 1937 en un camión que salió de la cárcel de La Pontona, en Laviana, hacia la cárcel de Oviedo. El vehículo se detuvo en el paraje de Vindoria, entre Ciaño y El Entrego, donde Morán fue fusilada junto con otros 7 detenidos, tres hombres y cuatro mujeres. Tenía 39 años. Su cadáver fue encontrado junto al de su hija nonata, aún unidas por el cordón umbilical, junto a la carretera de la cuesta de Vindoria.

## Reconocimientos
En 2010, se instaló un monolito en la Cuesta Vindoria en recuerdo de Montes y de las otras siete personas asesinadas por los franquistas en el paraje de Vindoria: Joaquina Antuña Morán, Julia Morán, Jesusa Alonso Cantora, Ángeles Norniella Rebollada, José Suárez Rodríguez, Luis Alonso Alonso y Avelino Hevia.